# 33rd Street (métro de New York)
33rd Street est une station omnibus souterraine du métro de New York située dans le quartier de Murray Hill, à Manhattan. Elle est située sur l'une des lignes (au sens de tronçons du réseau) les plus fréquentées, l'IRT Lexington Avenue Line (métros verts) issue du réseau de l'ancienne Interborough Rapid Transit Company (IRT). La station se compose de deux voies omnibus accessibles par des quais latéraux. Les voies express de la Lexington Avenue Line, utilisées par les métros 4 et 5 passent en dessous de la station et ne sont pas visibles depuis les quais. La station a été inscrite au Registre national des lieux historiques en 2004. Sur la base des chiffres 2012, la station était la 31e plus fréquentée du réseau.
Au total, deux services y circulent :
- les métros 6 y transitent 24/7 ;
- la desserte <6> y passe en semaine durant les heures de pointe dans la direction la plus encombrée.